# Sagarmatha nationalpark
Sagarmatha nationalpark är en nationalpark och ett världsarvsområde i östra Nepal. Området utsågs till världsarv av Unesco år 1979 enligt det kriterium som omfattar höga naturvärden och skyddsvärda naturscenerier. 
Sagarmatha nationalpark ligger just söder om Mount Everest och består av bergsområden, glaciärer och djupa dalar. Parken är cirka 1 448 kvadratkilometer stor, med en lägsta punkt på runt 2 845 meter över havet och en högsta punk på omkring 8 850 meter över havet. De dramatiska skiftningarna i landskapet kommer sig av att bergen i Sagarmatha, liksom resten av Himalaya, geologiskt sett är relativt unga, och ännu inte hunnit nötas ner så mycket av vind, regn och annan erosion. Den permanenta snögränsen ligger på omkring 5 750 meter.
Vegetationen inom parken är mycket skiftande, främst beroende på höjd. I de lägre delarna finns skogar, dominerade av ekar. På de högre höjderna består vegetationen främst av mossor och lavar. Flera sällsynta djur finns i parken, till exempel snöleopard och kattbjörn. Här finns också myskhjortar, varav några arter är sällsynta. Vanligare djur som rävar, harar och olika gnagare finns också i parken.
I parken lever också sherpas och deras unika kultur bidrar till världsarvets betydelse även i kulturell mening. Den största byn i världsarvsområdet är Namche Bazaar, bas för bergsvandrare och bergsbestigare i området, med en bofast befolkning på cirka 800 invånare
.